# Daszczynki
Daszczynki (biał. Дашчынкі; ros. Дащинки) – wieś na Białorusi, w obwodzie witebskim, w rejonie postawskim, w sielsowiecie Nowosiółki.

## Historia
W czasach zaborów wieś w granicach Imperium Rosyjskiego.
W dwudziestoleciu międzywojennym wieś leżała w Polsce, w województwie wileńskim, w powiecie duniłowickim (od 1926 postawskim), w gminie Mańkowicze (od 1927 gmina Hruzdowo) a następnie w gminie Postawy.
Według Powszechnego Spisu Ludności z 1921 roku zamieszkiwało tu 77 osób, 65 było wyznania rzymskokatolickiego a 12 prawosławnego. Jednocześnie 63 zadeklarowało polską przynależność narodową a 14 białoruską. Było tu 14 budynków mieszkalnych. W 1931 w 19 domach zamieszkiwało 90 osób.
Miejscowość należała do parafii rzymskokatolickiej i prawosławnej w Hruzdowie. Podlegała pod Sąd Grodzki w Postawach i Okręgowy w Wilnie; właściwy urząd pocztowy mieścił się w Hruzdowie.
W 1938 roku miejscowość należała do gromady Smycz gminy Hruzdowo.